# アンナ・ベリエンダール
アンナ・ベリエンダール（Anna Bergendahl, 1991年12月11日 - ）は、ストックホルム出身のスウェーデンの歌手。

## 主な代表作
- Yours sincerely (2010)